# Episodi di For the People (seconda stagione)
La seconda stagione della serie televisiva For the People, composta da 10 episodi, è stata trasmessa, negli Stati Uniti, su ABC dal 7 marzo al 16 maggio 2019.
In Italia, la stagione è pubblicata interamente su TIMvision il 14 luglio 2022.
| nº | Titolo originale                   | Titolo Italiano                                    | Prima TV USA   | Pubblicazione Italia |
| -- | ---------------------------------- | -------------------------------------------------- | -------------- | -------------------- |
| 1  | First Inning                       | Primo Inning                                       | 7 marzo 2019   | 14 luglio 2022       |
| 2  | This is America                    | Questo è l'America                                 | 14 marzo 2019  | 14 luglio 2022       |
| 3  | Minimum Continuing Legal Education | Aggiornamento obbligatorio sulla formazione legale | 21 marzo 2019  | 14 luglio 2022       |
| 4  | The Vast, Immovable Object         | L'immenso, inamovibile macigno                     | 28 marzo 2019  | 14 luglio 2022       |
| 5  | One Big Happy Family               | Una grande famiglia felice                         | 4 aprile 2019  | 14 luglio 2022       |
| 6  | You Belong Here                    | Il tuo posto è qui                                 | 11 aprile 2019 | 14 luglio 2022       |
| 7  | The Boxer                          | Il pugile                                          | 18 aprile 2019 | 14 luglio 2022       |
| 8  | Moral Suasion                      | Autorità morale                                    | 2 maggio 2019  | 14 luglio 2022       |
| 9  | Who are we now?                    | Chi siamo ora?                                     | 9 maggio 2019  | 14 luglio 2022       |
| 10 | A Choice Between Two Things        | Scegliere tra due cose?                            | 16 maggio 2019 | 14 luglio 2022       |